# Jean Allafort
Jean Allafort, né le 11 mars 1741 au Bourdeix (Dordogne) et mort le 5 mai 1818 à Paris, est un homme politique français.

## Biographie
Fils de Charles Allafort, bourgeois, et Marguerite de Montsalard, il est licencié en droit. Le 3 janvier 1769, il épouse Marie de Montsalard, sa cousine germaine. Ils ont deux enfants.
Il est maître de forges à Étouars en 1779. Au commencement de la Révolution, il est nommé vice-président du district de Nontron. 
En septembre 1792, Allafort est élu député du département de la Dordogne, le huitième sur dix, à la Convention nationale. Il siège sur les bancs de la Plaine. Lors du procès de Louis XVI, il vote la mort, se prononce en faveur de l'appel au peuple mais rejette le sursis à l'exécution. En avril 1793, il est absent lors du scrutin sur la mise en accusation de Jean-Paul Marat, et en mai, il se prononce en faveur du rétablissement de la Commission des Douze. 
En vendémiaire an IV (octobre 1795), Jean Allafort est réélu député de la Dordogne et siège au Conseil des Anciens. Il est tiré au sort pour en sortir en prairial an V (mai 1797). Retiré de la vie politique sous le Consulat, le Premier Empire et les Cent-Jours, Allafort n'est pas compris dans la loi du 12 janvier 1816 qui bannit hors de France les régicides et les soutiens à Bonaparte.
Il meurt dans la capitale, à l'âge de 77 ans, puis est inhumé au cimetière de Souffrignac (Charente).

## Sources
- « Jean Allafort », dans Adolphe Robert et Gaston Cougny, Dictionnaire des parlementaires français, Edgar Bourloton, 1889-1891 [détail de l’édition]